# Viktor Patsajev

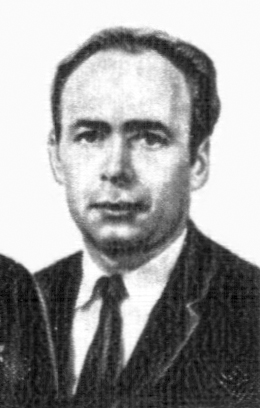
Viktor Patsajev

Viktor Ivanovitsj Patsajev (Russisch: Виктор Иванович Пацаев) (Aktjoebinsk (Kazachse SSR), 19 juni 1933 - bij Karaganda (Kazachse SSR), 29 juni 1971) was een kosmonaut.
Patsajev studeerde aan het Industrieel Instituut van Penza. Hij werd geselecteerd als kosmonaut op 27 mei 1968.
Hij verbleef met de Sojoez 11 in 1971 in totaal 23 dagen, 18 uur en 21 minuten in de ruimte. Die koppelde aan het ruimtestation Saljoet 1. Tijdens de landing van de Sojoez 11 viel de cabinedruk weg waardoor Patsajev en zijn collega's, Vladislav Volkov en Georgi Dobrovolski, door zuurstofgebrek om het leven kwamen. Naar aanleiding van dit ongeluk moeten Russische ruimtevaarders tegenwoordig hun ruimtepak dragen in de cabine tijdens lancering en landing.
Een straat in Kaloega en de planetoïde 1791 Patsajev werden naar hem vernoemd.